# 兰家区
兰家区，中国旧区名，位于今辽宁省辽阳市区南部。

## 设立与撤销
1968年由辽阳市襄平区设立。1978年撤销，与沙岭区合设首山区。